# Никонтовићи
Никонтовићи су насељено мјесто у граду Требиње, Република Српска, БиХ. Према попису становништва из 1991. у насељу је живјело 3 становника.

## Становништво
| Демографија | Демографија | Демографија |
| Година      | Становника  | Становника  |
| ----------- | ----------- | ----------- |
| 1961.       | 26          |             |
| 1971.       | 22          |             |
| 1981.       | 4           |             |
| 1991.       | 3           |             |